# Эглитис, Висвалдис
Висвалдис Эглитис (латыш. Visvaldis Eglītis; 1936—2014) — советский баскетболист. Мастер спорта СССР международного класса.
Окончил Латвийский институт физической культуры.

## Биография
Родился в небольшом селе Мадонского края. С юных лет вынужден был работать чернорабочим и грузчиком. В 1952 году впервые увидел баскетбольную игру. При росте 198 см заинтересовался игрой и быстро начал прогрессировать. Играл в рижских командах. Привлекался в сборную Латвийской ССР и сборную СССР.
После ухода из спорта тренировал команды сельских районов Латвии. Проживал в г. Иецава.

## Достижения
- Чемпион Европы — 1965
- Бронзовый призёр чемпионата СССР — 1960.
- Бронзовый призёр Спартакиады народов СССР — 1963 (в составе сборной Латвийской ССР).
- Пятикратный чемпион Латвийской ССР — 1958, 1959, 1960, 1961, 1963

В 1998 году награждён почётным знаком Ордена Трёх звёзд III степени. В 2008 году получил специальный приз «За жизненные достижения в спорте».

## Семья
Женат, трое детей. Дочь — Анита — 9-кратный чемпион Латвии по баскетболу.